# Cupania lanuginosa
Cupania lanuginosa là một loài thực vật có hoa trong họ Bồ hòn. Loài này được Sagot ex Radlk. mô tả khoa học đầu tiên năm 1881.